# Provincia Heredia
Heredia este o provincie din Costa Rica.